# Parník

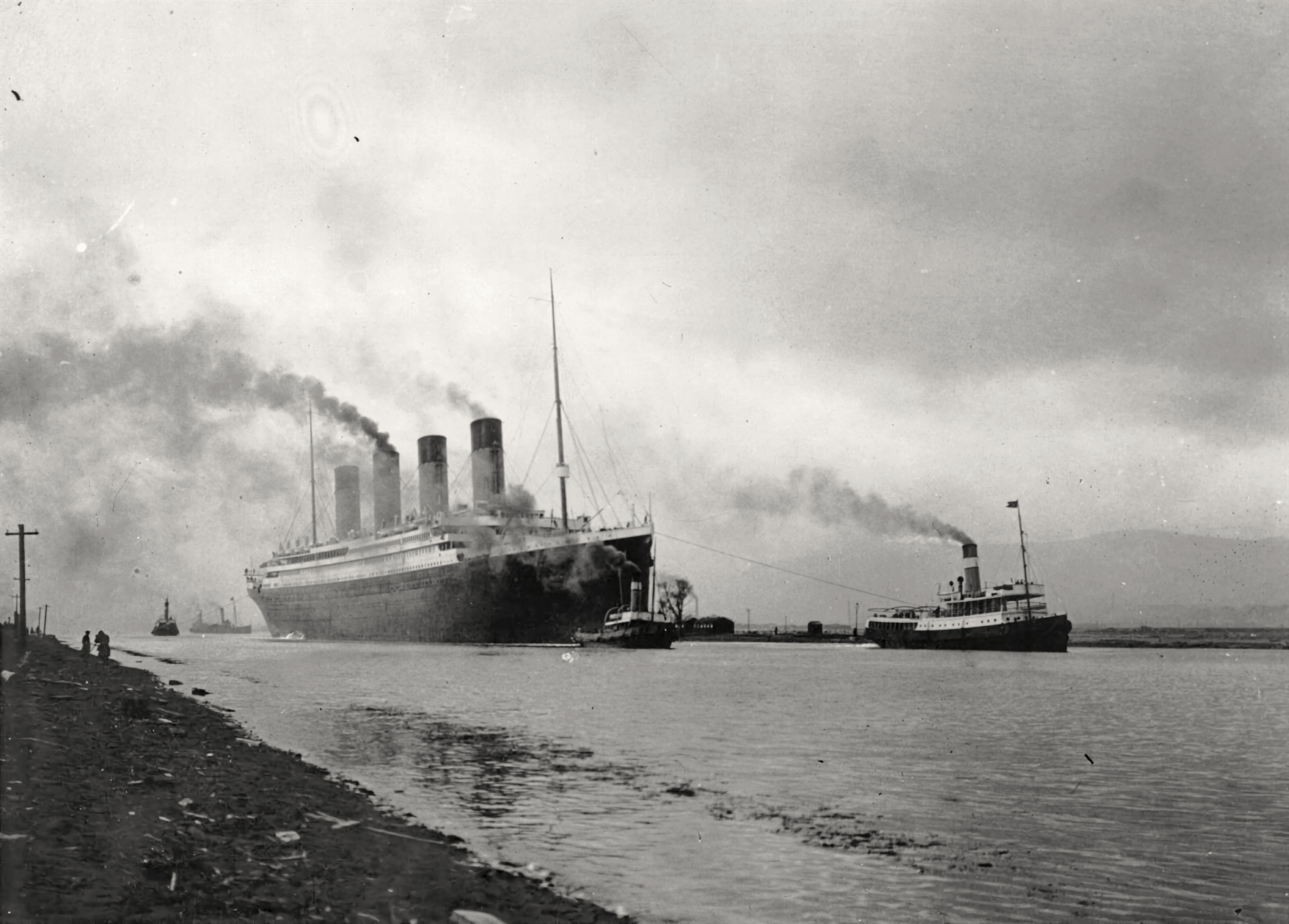
RMS Titanic

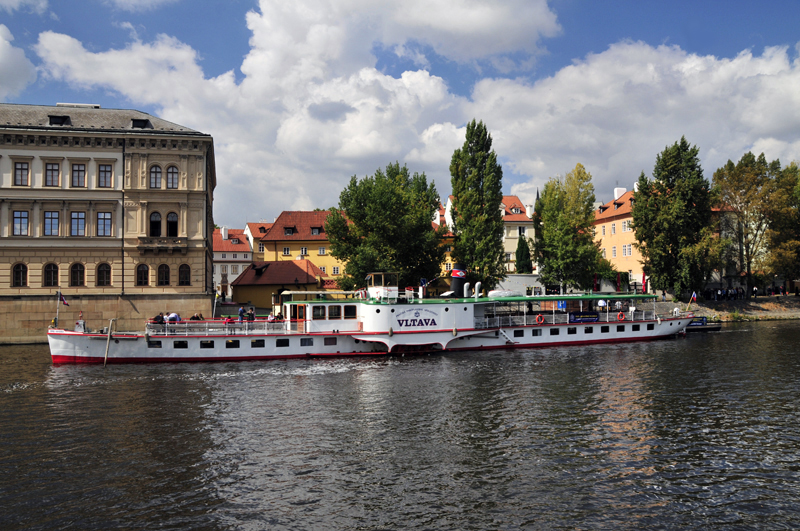
Parník Vltava v přístavišti na Kampě

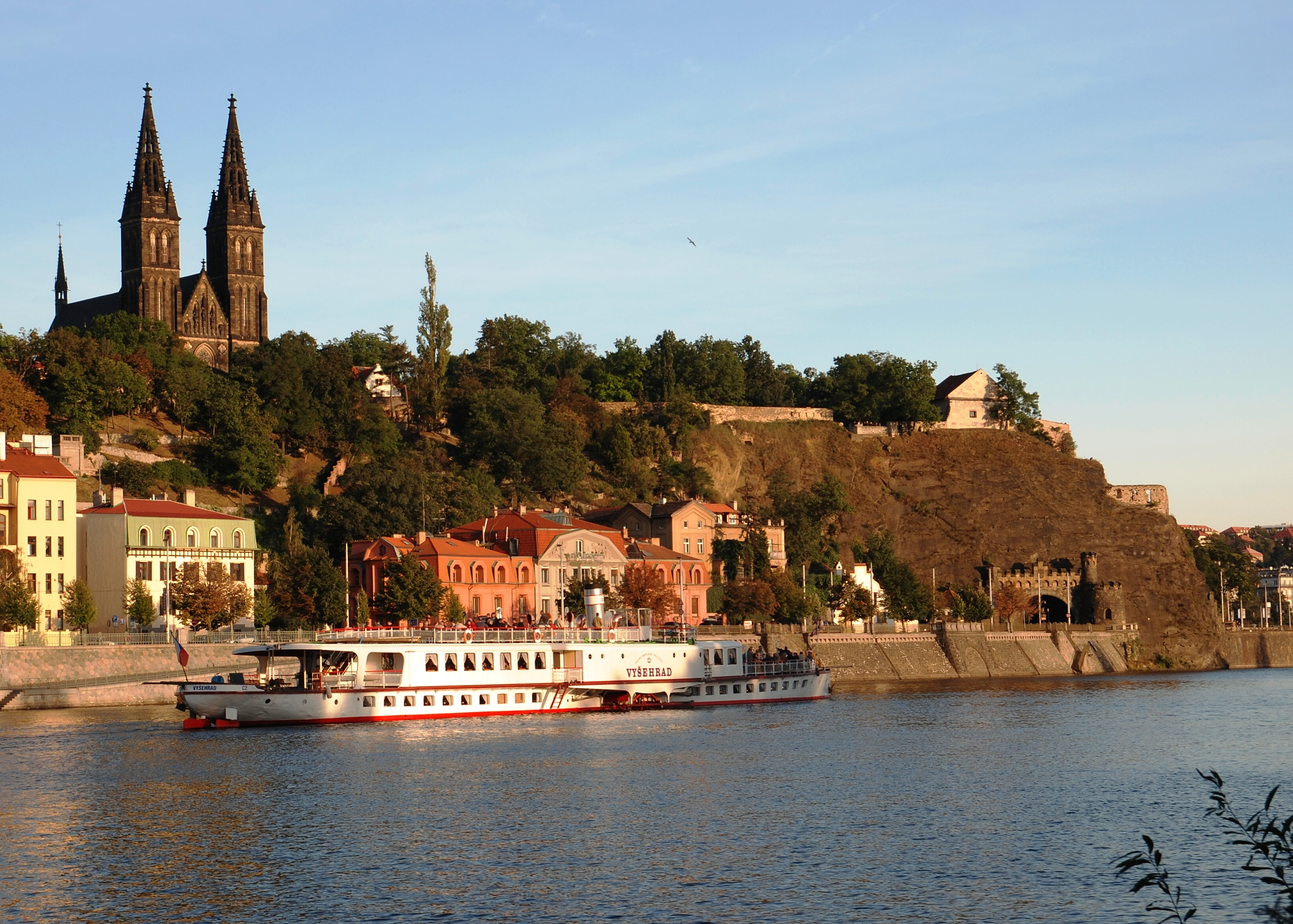
Parník Vyšehrad pod Vyšehradem

Parník je loď poháněná parním strojem či parní turbínou. Nejznámější podobou parníku z minulosti je kolesový parník. Šroubové parníky byly pak ve velkém stavěny od 19. až do poloviny 20. století. První parník sestrojil Robert Fulton roku 1803.
V současné době je tímto slovem neodborně označována i motorová loď pro hromadnou dopravu osob.

## Parníky v Česku
Parníky brázdily od 19. století i vody Vltavy a Labe, z Prahy po Vltavě na Slapskou přehradu nebo po Labi od saských Drážďan přes Děčín, Litoměřice a Mělník a po Vltavě až po Prahu. V některých úsecích (například jižně od Prahy) měly původně i nemalý dopravní význam, protože podél řek vedlo méně silnic a železnic.
Jedním z prvních, kdo experimentoval s paroplavebními pokusy byl Josef Božek, který předvedl skutečnou paroloď v Praze ve Stromovce 1. června 1817. K praktickému využití parníků ale došlo až o dvě desetiletí později. Nemalou měrou k tomu přispělo odstranění četných cel, které do té doby značně komplikovala a zdržovala plavbu po Labi. Toto uvolnění plavby na lodi posléze využila skupina pražských podnikatelů a v květnu 1822 byla založena Pražská plavební společnost, později přejmenovanou na Pražskou společnost pro plavbu parní a plachetní.
První český parník Bohemia byl na vodu spuštěn v roce 1841. Pravidelnou plavbu provozoval na Labi mezi Obřístvím a Drážďanami.
V roce 1865 byla založena Pražská společnost pro paroplavbu na řece Vltavě, důležitou roli v tomto sehrál pozdější primátor František Dittrich. Prvním parníkem, který byl po udělení koncese císařem Františkem spuštěn na vodu, byl parník Praha – Prag. I přes ekonomické problémy v roce 1866 v době prusko-rakouské války se společnosti dařilo velmi dobře a koncem století se flotila parníků značně rozrostla. V roce 1921 už čítala 8 velkých a 2 menší kolesové parníky, 13 vrtulových parníků a 23 lodí s vlastním pohonem.

## Parníky v kultuře
Pražské parníky vstoupily i do české humoristické literatury knihou Budulínek a Matlafousek čili Vzpoura na parníku „Primátor Dittrich“, tentýž parník pak vystupoval ve filmu Vlasty Buriana Hrdinný kapitán Korkorán. Scénami na parníku končí i český film Jak utopit dr. Mráčka aneb Konec vodníků v Čechách.
Na transatlantických parnících se odehrává děj některých filmů, z nich nejznámější je Titanic z roku 1997.